# 三宅町
三宅町（みやけちょう）は、奈良県磯城郡の町。面積4.07平方キロ。人口7,634人（2008年9月現在）。県内で最も狭い市町村であり、全国でも2番目に小さい町である。

## 地理

### 大字
- 伴堂（ともんど、ともんどう）

中心部にあり、町役場、文化ホール、三宅小学校、三宅幼児園、中央公民館、浄水場、同和対策総合センター、奈良県農協三宅支店、三宅郵便局、あざさ苑、県民グラウンドなどの施設が集中している。歴史的遺跡では瓢箪山古墳、伴堂出屋敷の迷路、太子道、伴堂杵築神社がある。川沿いにシンボルの木があったが、部分伐採された。
- 屏風（びょうぶ）

北東部にあり、聖徳太子の腰掛石で有名な白山神社、その向かいの屏風杵築神社などがある。真言律宗の忍性の出身の地で、これに由来した全国折り鶴選手権大会も行われている。式下中学校の運動場部分も屏風に属する。東屏風と呼ばれる太子道から屏風池の間にある住宅地（屏風団地）も住所は屏風であるが、この住宅地内にある体育館は東屏風体育館である。また、屏風団地の最北の道路が川西町との境界になり、この道沿いの北側の住所は川西町結崎となる。ただし、水道や下水道は三宅町の設備を利用している。
- 三河（みかわ）

屏風団地の南側、伴堂の東側に位置する。町内で最も人口の少ない大字である。明治期に屏風地区より分離し、一つの大字となった。
- 石見（いわみ）

町内の東部および南東部の広い部分で近鉄橿原線石見駅周辺と、石見池周辺の新石見住宅地がある。新石見住宅地は磯城消防署に近い。この付近は、唐古・鍵遺跡の北部に含まれると考えられている。施設としては、県立高等技術専門校や奈良県技能検定場がある。
- 但馬（たじま）

西部の広い地域が但馬と呼ばれる。近鉄田原本線の但馬駅周辺が住所の上では但馬となるが、それよりも飛鳥川・曽我川に近い地域は上但馬とよばれ、住所も上但馬となる。古くから飛鳥川や曽我川の氾濫が多く、治水対策がたびたび行われてきた歴史がある。野球グローブなどの皮産業で有名な地区である。
- 小柳（おやなぎ）

曽我川よりも北西部分の地域。著名な施設では大和菌学研究所がある。広陵町の奈良県第二浄化センターに近い。また、北部は川西町唐院に近い。

## 歴史
古代の大和国城下郡三宅郷の地であり、倭（やまと）屯倉に比定される。旧三宅村を中心とする微高地上に倭国造家の墳墓と見られる三宅古墳群が所在する。三宅町石見、但馬など町周辺には旧国名地名が多い。

### 沿革
- 1889年（明治22年）4月1日 - 町村制の施行により、式下郡伴堂村・但馬村・上但馬村・小柳村・屏風村・三河村・石見村の区域をもって三宅村が発足。
- 1897年（明治30年）4月1日 - 式下郡三宅村の所属郡が磯城郡に変更。
- 1974年（昭和49年）4月1日 - 三宅村が町制施行して三宅町となる。

### 町域の変遷
| 明治22年 | 明治29年 | 昭和49年 | 現在   |
| -------- | -------- | -------- | ------ |
| 奈良県   |          |          |        |
| 式下郡   | 磯城郡   | 磯城郡   | 磯城郡 |
| 三宅村   | 三宅村   | 三宅町   | 三宅町 |

## 行政
- 町長：森田浩司
- 町議会：議員定数10名

なお、衆議院議員選挙の選挙区は「奈良県第2区」、奈良県議会議員選挙の選挙区は「磯城郡選挙区」（定数：2）となっている。

## 経済

### 農業協同組合（JAならけん）
- 三宅支店（伴堂） - JAバンクATMも設置

### 日本郵政グループ
（※2014年6月現在）
- 日本郵便株式会社
  - 三宅郵便局（伴堂） - ゆうちょ銀行ATMのホリデーサービス実施局。
  - 三宅但馬簡易郵便局（但馬）

三宅町内の郵便番号は「636-02xx」（磯城郡川西町の全域および同郡田原本町の一部地域と同じ）で、集配業務は田原本郵便局（田原本町十六面）が担当している。

### 主な企業・工場
古くからスポーツ用品（特に野球用グローブやスパイクシューズなど）の生産が盛んで、現在も50近くの業者が存在する。最盛期（1970年頃）には国内のグローブ生産量の80%を三宅町が占めていた。また、繊維系の工場も多く、特に靴下の生産量が多い。
- 吉田株式会社
- ジャガーズ創工株式会社
- ナカイテクノ株式会社
- ナラアルミ株式会社
- 天龍化学工業株式会社 本社
- 日本テキスタイル株式会社 本社
- オカモト産業本社 本社
- ひまわりタクシー株式会社 本社
- 吉谷靴下株式会社 本社
- 株式会社アドバンス 石見工場
- 晴香堂株式会社 本社

## 地域

### 人口
| |                                        |  |
| 三宅町と全国の年齢別人口分布（2005年） | 三宅町の年齢・男女別人口分布（2005年） |  |
| ■紫色 ― 三宅町 ■緑色 ― 日本全国 | ■青色 ― 男性 ■赤色 ― 女性              |  |
| 三宅町（に相当する地域）の人口の推移 \| 1970年（昭和45年） \| 6,430人 \| \| \| 1975年（昭和50年） \| 7,853人 \| \| \| 1980年（昭和55年） \| 8,560人 \| \| \| 1985年（昭和60年） \| 8,536人 \| \| \| 1990年（平成2年） \| 8,620人 \| \| \| 1995年（平成7年） \| 8,584人 \| \| \| 2000年（平成12年） \| 8,042人 \| \| \| 2005年（平成17年） \| 7,764人 \| \| \| 2010年（平成22年） \| 7,440人 \| \| \| 2015年（平成27年） \| 6,836人 \| \| \| 2020年（令和2年） \| 6,439人 \| \| |                                        |  |
| 総務省統計局 国勢調査より |                                        |  |
| 1970年（昭和45年） | 6,430人                                |  |
| 1975年（昭和50年） | 7,853人                                |  |
| 1980年（昭和55年） | 8,560人                                |  |
| 1985年（昭和60年） | 8,536人                                |  |
| 1990年（平成2年） | 8,620人                                |  |
| 1995年（平成7年） | 8,584人                                |  |
| 2000年（平成12年） | 8,042人                                |  |
| 2005年（平成17年） | 7,764人                                |  |
| 2010年（平成22年） | 7,440人                                |  |
| 2015年（平成27年） | 6,836人                                |  |
| 2020年（令和2年） | 6,439人                                |  |

奈良県統計

1990年をピークに人口は減少傾向にある。2017年には奈良県北部の平地部では初めて、過疎地域に指定された。
- 2008年9月1日現在：7,634人
- 人口増加率（2002年→2007年）：-3.0%

### 公共施設
- 三宅町交流まちづくりセンターMiiMo
- あざさ苑
- 三宅町立文化ホール
- 三宅町体育館
- 三宅町中央公園
- 奈良県三宅健民運動場
- 東屏風体育館

### 県の施設
- 奈良県技能検定場

### 教育

#### 学校
- 三宅町立三宅小学校

町内がすべて校区である。
- 川西町三宅町式下中学校組合立式下中学校

川西町および三宅町の全域が校区。所在地は川西町結崎と三宅町屏風の境界部分の太子道沿いにある。校舎部分は川西町にあるが、運動場やプール、体育館のアリーナ以南の部分は三宅町である。

#### 学校教育以外の施設
- 奈良県立高等技術専門校（職業能力開発促進法に基づく職業能力開発校）

## 交通

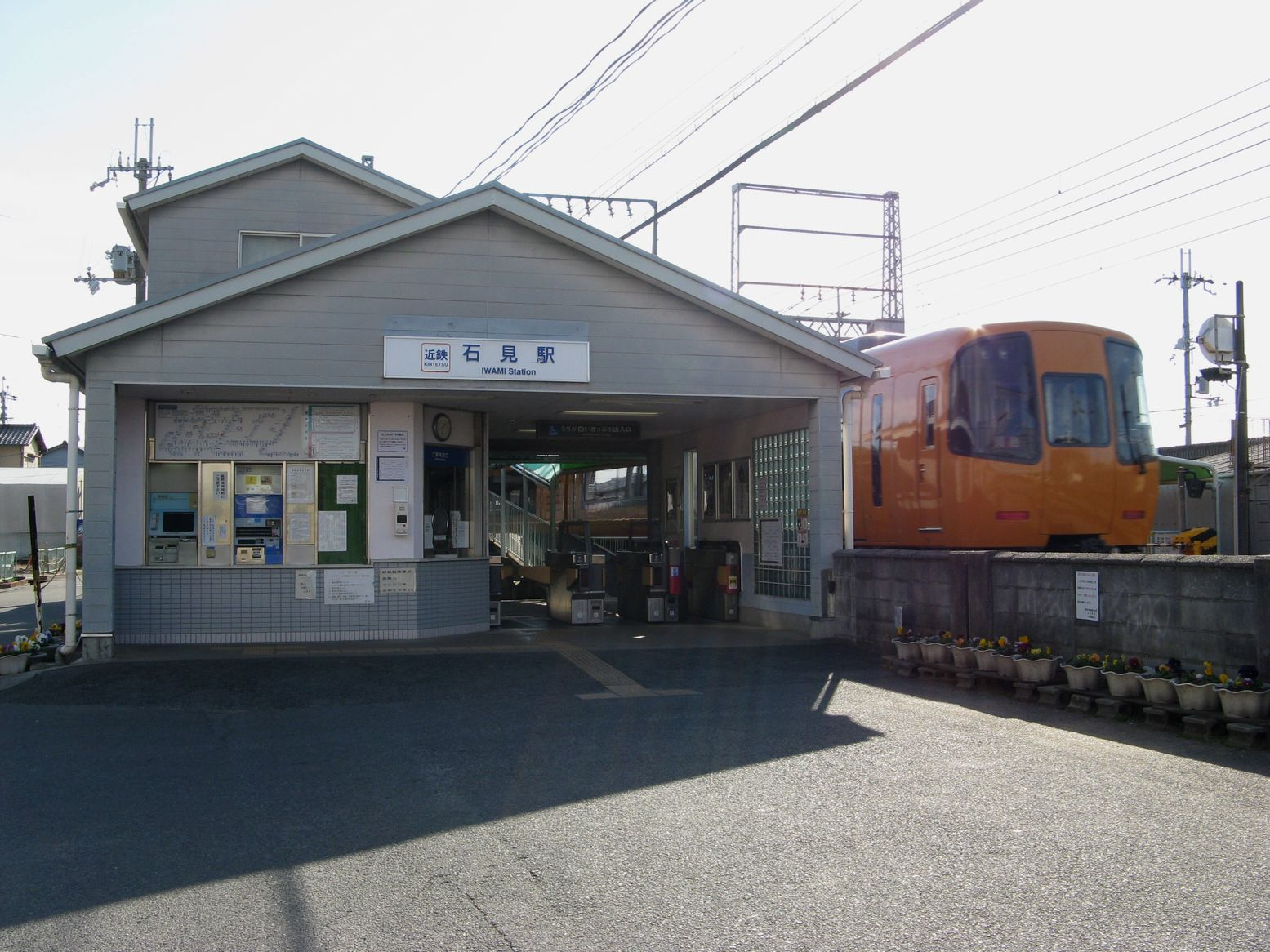
石見駅

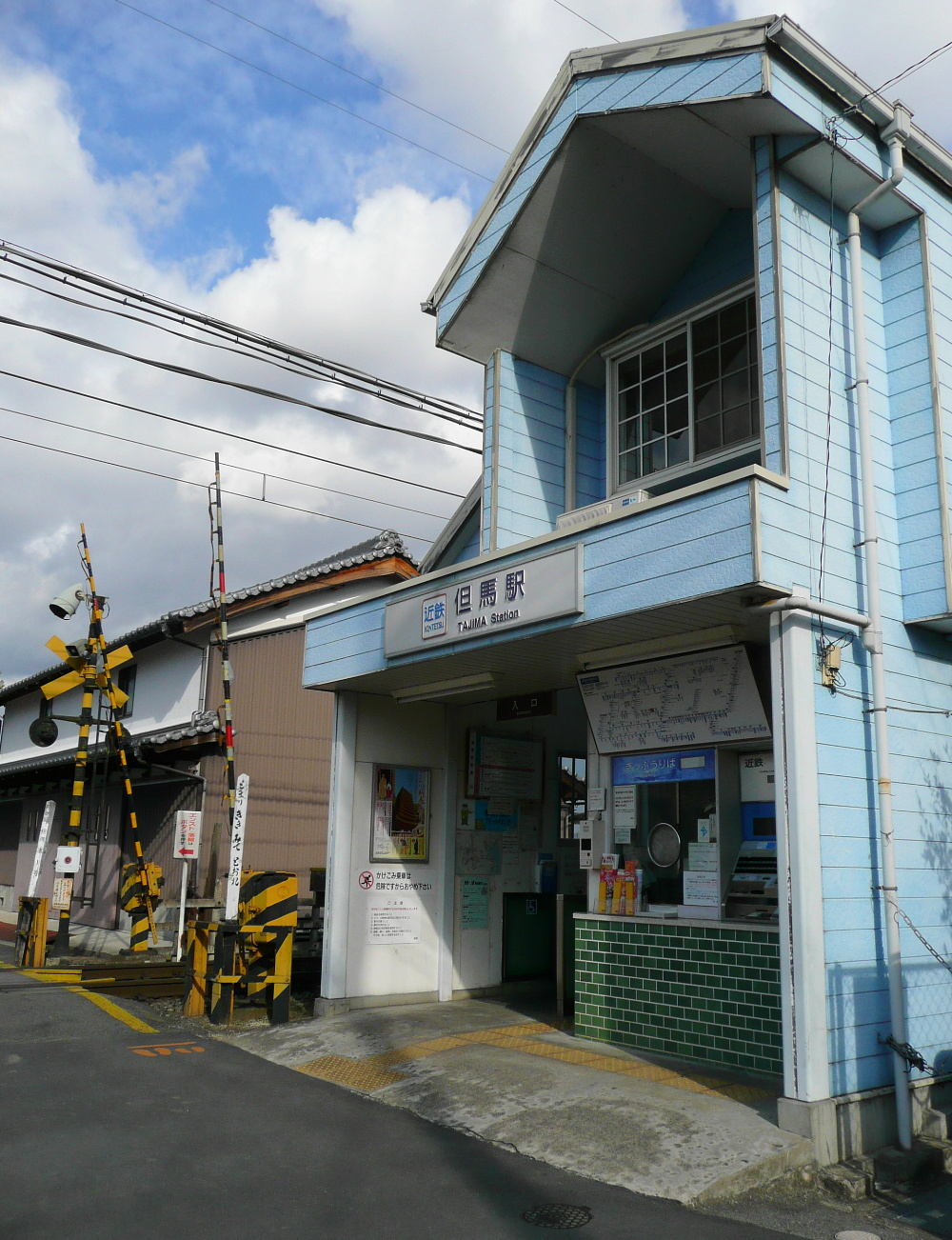
但馬駅

### 鉄道
近畿日本鉄道（近鉄）
- 橿原線 石見駅
- 田原本線 但馬駅
  - 当町北部では、隣接する川西町内の結崎駅が最寄となる地域もある。

### 道路
2017年3月31日時点で町内にガソリンスタンドは存在せず、給油の際は近隣市町に行く必要がある。
京奈和自動車道
- 三宅IC

国道24号 橿原バイパス

### 路線バス
当町内に路線バスは運行されていないが、当町北部の川西町に近い地域では川西町コミュニティバス「川西こすもす号」が利用可能で、結崎駅まで向かうことができる。
また、当町西部では広陵町コミュニティバス「広陵元気号」北東部支線の大場停留所が利用可能な地域があり、箸尾駅や大和高田駅まで向かうことができる。

## 三宅町出身の有名人
- 忍性 - 鎌倉時代の僧
- 駒田徳広 - 元プロ野球選手（巨人〜横浜）
- 木村慎太郎 - 陸上競技選手
- 秋田慎治 - ジャズピアニスト
- 藤枝昭信 - 皮革業者、参議院議員、上但馬出身[5]
- 藤枝昭英 - 陸上競技選手、奈良県議会議長、上但馬出身[5]
- オオルタイチ - 音楽家